# Héctor Núñez
Pour les articles homonymes, voir Núñez.
Héctor Núñez Bello, né à Montevideo (Uruguay) le 8 mai 1936 et mort le 19 décembre 2011 à Madrid (Espagne), est un joueur international et un entraîneur uruguayen de football.
Il est le sélectionneur de l'équipe d'Uruguay de football victorieuse de la Copa América 1995.

## Biographie

### Joueur
Núñez commence sa carrière professionnelle à l'âge de 19 ans au Nacional où il remporte le championnat d'Uruguay trois années de suite, en 1955, 1956 et 1957. Grâce à ces bonnes performances, Núñez obtient sa première sélection en équipe nationale le 28 juillet 1957 dans un match face au Paraguay. Entre 1957 et 1959, il joue sept matches internationaux et participe à la Copa América 1959. Cet été-là, il part pour l'Espagne et signe à Valence où il enrichit son palmarès de deux coupes des villes de foires en 1962 et 1963. Il joue ensuite une saison à Majorque et deux à Levante.

### Entraîneur
De 1971 à 1987, Núñez entraîne plusieurs clubs espagnols avant de revenir dans son club formateur : avec le Nacional, il remporte la Copa Interamericana, et la Recopa Sudamericana, en 1989. En 1992, il est nommé entraîneur du Costa Rica mais reste peu de temps en poste. Deux ans plus tard, il prend la tête de la sélection uruguayenne qu'il mène à la victoire dans la Copa América 1995, ce qui lui vaut le titre d'entraîneur de l'année en Amérique du Sud.

## Palmarès

### Joueur
- Club Nacional de Football :
  - Champion d'Uruguay : 1955, 1956, 1957
- Valence CF :
  - Coupe des villes de foires : 1961-1962, 1962-1963

### Entraîneur
- Club Nacional de Football :
  - Recopa Sudamericana : 1989
  - Copa Interamericana : 1988
- Équipe d'Uruguay de football :
  - Copa América 1995
- Distinctions personnelles :
  - Entraîneur de l'année en Amérique du Sud en 1995